# مايك ديفيس (مصارع محترف)
مايك ديفيس (بالإنجليزية: Mike Davis)‏ هو مصارع محترف أمريكي، ولد في 2 نوفمبر 1956 في غرينفيل في الولايات المتحدة، وتوفي في 26 ديسمبر 2001 في غرانبوري في الولايات المتحدة بسبب نوبة قلبية.

## روابط خارجية
- مايك ديفيس على موقع CageMatch worker (الإنجليزية)
- مايك ديفيس على موقع عالم المصارعة على الإنترنت (الإنجليزية)
- مايك ديفيس على موقع عالم المصارعة على الإنترنت (الإنجليزية)